# Liste der Baudenkmäler in Lauterhofen
Auf dieser Seite sind die Baudenkmäler in dem Oberpfälzer Markt Lauterhofen zusammengestellt. Diese Tabelle ist eine Teilliste der Liste der Baudenkmäler in Bayern. Grundlage ist die Bayerische Denkmalliste, die auf Basis des Bayerischen Denkmalschutzgesetzes vom 1. Oktober 1973 erstmals erstellt wurde und seither durch das Bayerische Landesamt für Denkmalpflege geführt wird. Die folgenden Angaben ersetzen nicht die rechtsverbindliche Auskunft der Denkmalschutzbehörde.
 Die Liste gibt den Fortschreibungsstand vom 30. November 2017 wieder und umfasst 62 Baudenkmäler.

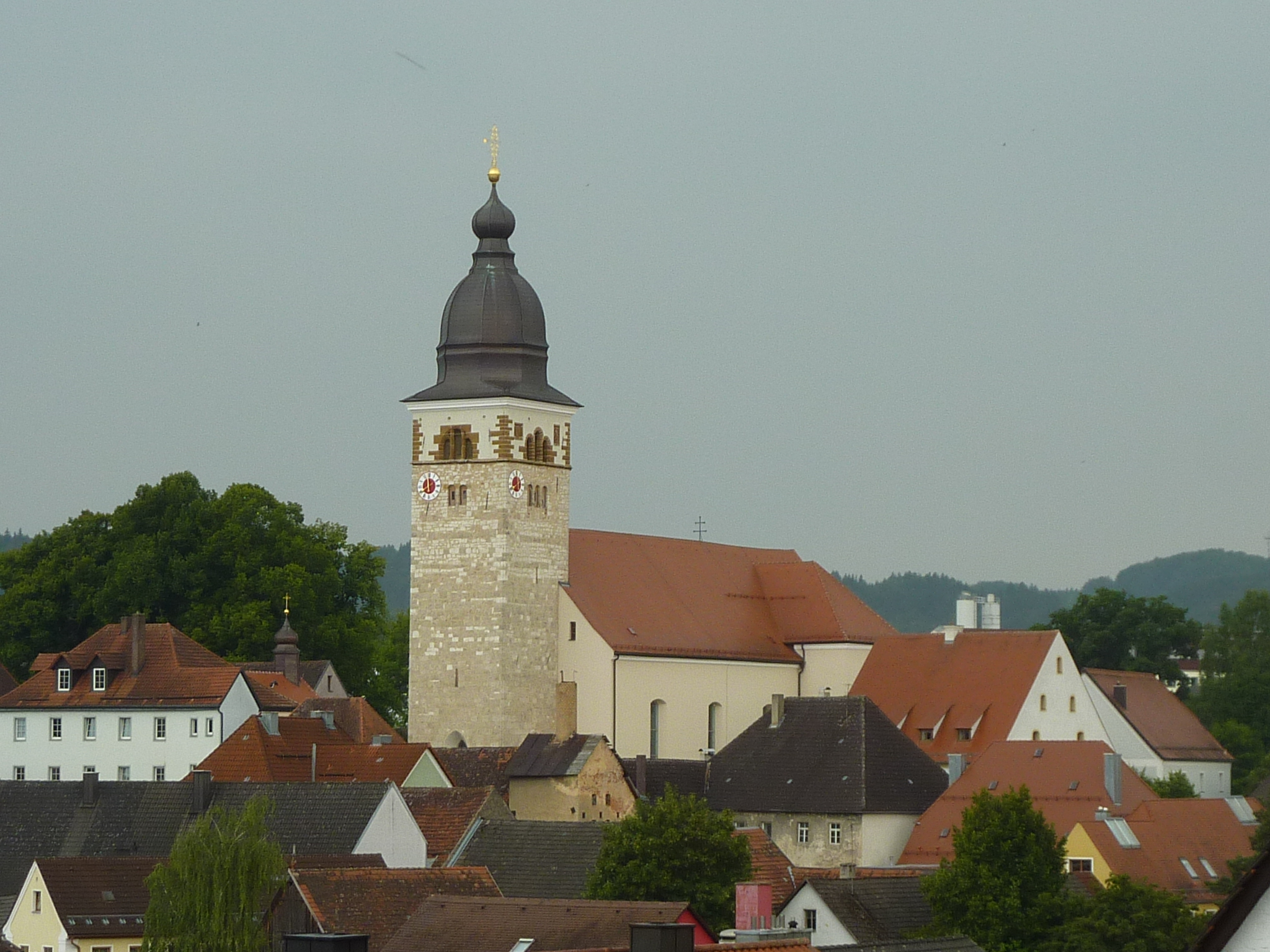
Pfarrkirche St. Michael

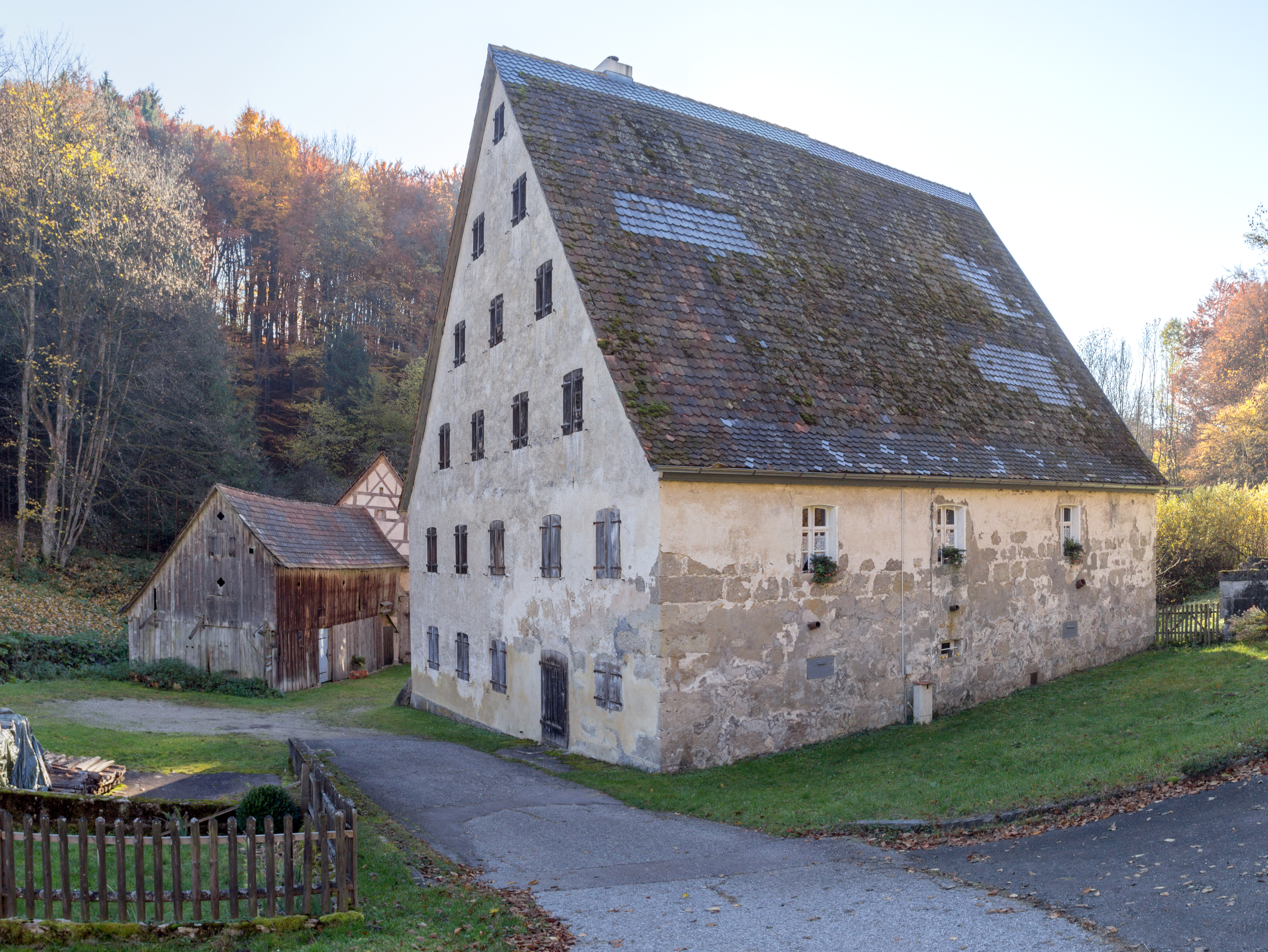
Eratsmühle

## Baudenkmäler nach Gemeindeteilen

### Lauterhofen
| Lage                                                            | Objekt                                                                | Beschreibung | Akten-Nr.     | Bild                                        |
| --------------------------------------------------------------- | --------------------------------------------------------------------- | --- | ------------- | ------------------------------------------- |
| Bahnhofstraße 5 (Standort)                                      | Ehemaliges Empfangs- und Verwaltungsgebäude des Bahnhofs Lauterhofen  | Dreigeschossiger, massiver Walmdachbau mit rustiziertem Erdgeschoss, Eckquaderungen, Giebelrisalit und Flacherkern, kurz nach 1900. | D-3-73-140-74 | weitere Bilder                              |
| Gleisnach (Standort)                                            | Eisenbahnbrücke                                                       | Zweibogiger Kalksteinquaderbau, 1901. | D-3-73-140-3  | weitere Bilder                              |
| Inzenhofer Straße; Inzenhofer Feld; Schweibacher Weg (Standort) | Drei Kapellen am Weg zum Kalvarienberg                                | Ehemals mit Passionsdarstellungen, Steildachbauten mit offenem Gehäuse, spätgotisch. | D-3-73-140-2  | weitere Bilder                              |
| Jakob-Haffner-Straße 4 (Standort)                               | Ehemaliges Ackerbürgerhaus                                            | Zweigeschossiger Walmdachbau, mit Heiligennische, zweite Hälfte 18. Jahrhundert. | D-3-73-140-69 | Ehemaliges Ackerbürgerhaus                  |
| Kalvarienberg (Standort)                                        | Kalvarienberg                                                         | Kalvarienbergkapelle Mater dolorosa, giebelständiger und abgewalmter Satteldachbau mit Giebeldachreiter, um 1650; Kreuzweg auf Hangterrassen, mit vierzehn Stationen, Bildtafeln an kannelierten Säulen, Gusseisen, neugotisch, 1886 erneuert; Kreuzigungsgruppe mit Antrittsstufen, Christus, Maria und Johannes in Blechschnitt, bezeichnet mit „1884“, erneuert. | D-3-73-140-1  | weitere Bilder                              |
| Karlshof 2; Karlshof (Standort)                                 | Marienkapelle des Alten- und Pflegeheims der Regens-Wagner-Stiftungen | 1881 als „Kretinenanstalt Oberlauterhofen-Holnstein“ gegründet, rechteckiger Saalbau mit Emporen, Anräumen und Tordurchfahrt im Untergeschoss, 1882 geweiht, 1921 erweitert; mit Ausstattung; Teilstück der Stützmauer der abgegangenen Burg Oberlauterhofen, Mischmauerwerk, spätmittelalterlich. | D-3-73-140-4  | weitere Bilder                              |
| Lampertistraße 1 (Standort)                                     | Reste der romanischen Kirche St. Martin                               | 11. Jahrhundert, aufgegangen im Wohnhaus, zwei- bis dreigeschossiger Eckbau mit Satteldach, frühes 17. Jahrhundert, im 19. und 20. Jahrhundert teilweise erneuert. | D-3-73-140-66 | Reste der romanischen Kirche St. Martin     |
| Lauterachstraße 31 (Standort)                                   | Bauernhaus                                                            | Zweigeschossiges und giebelständiges Oberpfälzer Bänderhaus mit Satteldach, 18. Jahrhundert. | D-3-73-140-6  | Bauernhaus                                  |
| Marktplatz 5; Marktplatz 11 (Standort)                          | Katholische Pfarrkirche St. Michael                                   | Wandpfeilerbau mit Querhaus, eingezogenem Altarraum und Ostturm, 1699–1701 von Martin Funk, unter Einbeziehung des romanischen Ostturmes, Kuppelhelm 1748 von Georg Diller, 1919 Erweiterung nach Westen um Querhaus und Chor; mit Ausstattung; Torhaus des Friedhofs mit Leichenhaus, eingeschossiger Walmdachbau mit Tordurchfahrt und alten Grabplatten, wohl 17./18. Jahrhundert; Friedhofsmauer, wohl 17./18. Jahrhundert, mit Erneuerungen; Kriegergedächtniskapelle, giebelständiges Satteldachgehäuse mit spätgotischer Ölberggruppe. | D-3-73-140-7  | weitere Bilder                              |
| Marktplatz 7 (Standort)                                         | Katholische Kapelle Maria-Hilf, ehemaliger Karner                     | Saalbau mit eingezogenem Chor, dreiseitigem Westabschluss, Walmdach und Dachreiter mit Zwiebelhaube, romanisch, am Anfang des 18. Jahrhunderts (vor 1711) wiederhergestellt; mit Ausstattung. | D-3-73-140-8  | weitere Bilder                              |
| Marktplatz 11 (Standort)                                        | Rathaus                                                               | Dreigeschossiger und giebelständiger Steildachbau mit profilierten Fensterrahmen, Wappenstein bezeichnet mit „1593“. | D-3-73-140-9  | weitere Bilder                              |
| Marktplatz 12 (Standort)                                        | Bürgerhaus                                                            | Zweigeschossiger und giebelständiger Halbwalmdachbau mit geschwungenem Giebel und Wandmalereien, 17./18. Jahrhundert. | D-3-73-140-10 | Bürgerhaus                                  |
| Marktplatz 16; Nähe Marktplatz (Standort)                       | Gasthaus zur Krone                                                    | Zweigeschossiger Eckbau mit Walmdach und östlichem Flügel mit Satteldach, 18. Jahrhundert, Wirtshausschild, Schmiedeeisen, bezeichnet mit „1855“; ehemaliger Brauereistadel und Mälzerei, verputzter Satteldachbau mit massivem Untergeschoss und Fachwerkwänden im Obergeschoss, 18. Jahrhundert, Mälzereiturm, 19. Jahrhundert. | D-3-73-140-11 | Gasthaus zur Krone                          |
| Martinstraße 2 (Standort)                                       | Wohnstallstadelhaus                                                   | Zweigeschossiger und traufständiger Satteldachbau mit Fachwerkobergeschoss wohl 18./19. Jahrhundert. | D-3-73-140-13 | Wohnstallstadelhaus                         |
| Neumarkter Straße (Standort)                                    | Eisenbahnbrücke                                                       | Einbogiger Kalksteinbau, wohl 1901. | D-3-73-140-14 | weitere Bilder                              |
| Pfalzgrafenstraße (Standort)                                    | Standbild des heiligen Johannes von Nepomuk                           | Kalkstein, spätbarock, bezeichnet mit „1785“. | D-3-73-140-12 | Standbild des heiligen Johannes von Nepomuk |

### Aglasterhof
| Lage                      | Objekt                 | Beschreibung | Akten-Nr.     | Bild |
| ------------------------- | ---------------------- | --- | ------------- | ---- |
| Aglasterhof 1 (Standort)  | Bildstock              | Mit Satteldach-Kopfstück und erneuertem Noli-me-tangere-Bild, ursprünglich Dreifaltigkeitsbild, bezeichnet mit „1870“. | D-3-73-140-16 | BW   |
| Das Grafenbuch (Standort) | Grenzstein mit Reliefs | Kalkstein, wohl 16./17. Jahrhundert.                                                                                   | D-3-73-140-17 | BW   |

### Ballertshofen
| Lage                        | Objekt        | Beschreibung                                           | Akten-Nr.     | Bild |
| --------------------------- | ------------- | ------------------------------------------------------ | ------------- | ---- |
| Ballertshofen 43 (Standort) | Wohnstallhaus | Eingeschossiger und traufständiger Steildachbau, 1872. | D-3-73-140-18 | BW   |

### Brunn
| Lage                | Objekt                    | Beschreibung                                         | Akten-Nr.     | Bild |
| ------------------- | ------------------------- | ---------------------------------------------------- | ------------- | ---- |
| In Brunn (Standort) | Figur Christi in der Rast | Auf einem Holzkreuz aufgestellt, 18./19. Jahrhundert | D-3-73-140-22 | BW   |

### Buschhof
| Lage                  | Objekt                   | Beschreibung | Akten-Nr.     | Bild |
| --------------------- | ------------------------ | --- | ------------- | ---- |
| Buschhof 3 (Standort) | Wohnstallhaus            | Eingeschossiger und traufständiger Satteldachbau, zweite Hälfte 19. Jahrhundert.                                                                                                  | D-3-73-140-25 | BW   |
| Buschhof 5 (Standort) | Ehemaliges Wohnstallhaus | Zweigeschossiges und traufständiges Oberpfälzer Bänderhaus, Wohnstallbau mit Frackdach und korbbogigen Fenstern, bezeichnet mit „1769“; Backofen mit Satteldach, 19. Jahrhundert. | D-3-73-140-24 | BW   |

### Deinschwang
| Lage                                 | Objekt                             | Beschreibung | Akten-Nr.              | Bild           |
| ------------------------------------ | ---------------------------------- | --- | ---------------------- | -------------- |
| Deinschwang 1 (Standort)             | Bauernhaus, ehemaliges Jagdschloss | Zweigeschossiger Walmdachbau, um 1527 auf älteren Grundmauern; Teilstücke des mittelalterlichen Bruchsteinmauerwerkes am Berghang. | D-3-73-140-27 Wikidata | weitere Bilder |
| Deinschwang 6 (Standort)             | Bauernhaus                         | Eingeschossiger und giebelständiger Steildachbau, 18. Jahrhundert.                                                                 | D-3-73-140-28          | BW             |
| Deinschwang 11 (Standort)            | Wohnstallhaus                      | Eingeschossiger und traufständiger Steildachbau mit verputztem Fachwerkgiebel, 2. Hälfte 19. Jahrhundert                           | D-3-73-140-29          | weitere Bilder |
| Deinschwang 26 (Standort)            | Mühlengebäude                      | Zweigeschossiges und traufständiges Wohnstallbau mit Steildach, 17./18. Jahrhundert.                                               | D-3-73-140-31          | weitere Bilder |
| Deinschwang 50 (Standort)            | Katholische Pfarrkirche St. Martin | Saalbau mit Chorturm, Walmdach und Spitzhelm, gotisch, um 1400, Langhaus im 17. Jahrhundert verändert; mit Ausstattung.            | D-3-73-140-26          | weitere Bilder |
| Kr NM 9; Nähe Deinschwang (Standort) | Steinkreuz                         | Lateinische Form, stark verstümmelt, Dolomit, wohl spätmittelalterlich.                                                            | D-3-73-140-33          | weitere Bilder |

### Eidelberg
| Lage                   | Objekt               | Beschreibung                                                                    | Akten-Nr.     | Bild |
| ---------------------- | -------------------- | ------------------------------------------------------------------------------- | ------------- | ---- |
| Eidelberg 4 (Standort) | Hofkapelle St. Maria | Traufständiger Satteldachbau mit stichbogigen Öffnungen, 1853; mit Ausstattung. | D-3-73-140-35 | BW   |

### Eratsmühle
| Lage                                     | Objekt                  | Beschreibung | Akten-Nr.     | Bild           |
| ---------------------------------------- | ----------------------- | --- | ------------- | -------------- |
| Eratsmühle 1; Nähe Eratsmühle (Standort) | Ehemaliges Mühlengehöft | Unregelmäßige Vierseitanlage. Müllerhaus, zweigeschossiger Wohnstallhaus mit Steildach, bezeichnet mit „1886“; Wohnstallhaus, zweigeschossiger Steildachbau mit Fachwerkobergeschoss, zweite Hälfte 18. Jahrhundert; Remise, eingeschossiger Satteldachbau mit Fachwerkgiebel, bezeichnet mit „1773;“ Stadel, Fachwerkbau mit Steildach, bezeichnet mit „1874“. | D-3-73-140-65 | weitere Bilder |

### Finsterhaid
| Lage                     | Objekt           | Beschreibung                                                 | Akten-Nr.     | Bild |
| ------------------------ | ---------------- | ------------------------------------------------------------ | ------------- | ---- |
| Finsterhaid 2 (Standort) | Waldrand-Kapelle | Offenes Gehäuse mit Satteldach und Lourdesgrotte, nach 1900. | D-3-73-140-37 | BW   |

### Fischermühle
| Lage                                    | Objekt             | Beschreibung                                                                      | Akten-Nr.     | Bild |
| --------------------------------------- | ------------------ | --------------------------------------------------------------------------------- | ------------- | ---- |
| Altbach; Auwiesen; Lauterach (Standort) | Stauwehr (Schwall) | Gerüst mit drei Pfosten und Ufermauern aus Quadern, Granit, wohl 17. Jahrhundert. | D-3-73-140-23 | BW   |

### Freiberg
| Lage                     | Objekt                                       | Beschreibung                                                         | Akten-Nr.     | Bild           |
| ------------------------ | -------------------------------------------- | -------------------------------------------------------------------- | ------------- | -------------- |
| Nähe Freiberg (Standort) | Kapelle St. Willibald, Wunibald und Walburga | Traufständiger Saalbau mit Glockendachreiter, 1712; mit Ausstattung. | D-3-73-140-32 | weitere Bilder |

### Gebertshofen
| Lage                       | Objekt                                | Beschreibung | Akten-Nr.     | Bild           |
| -------------------------- | ------------------------------------- | --- | ------------- | -------------- |
| In Gebertshofen (Standort) | Katholische Expositurkirche Hl. Kreuz | Saalbau mit eingezogener, gestelzter Apsis und verschindeltem Giebeldachreiter mit Zwiebelhaube, Quadermauerwerk, 1929 von Friedrich Haindl sen., 1936 Einbau der bemalten Holzdecke von Konrad Schmer und Franz Spitzner, Chor 1949–50; mit Ausstattung. | D-3-73-140-64 | weitere Bilder |

### Grafenbuch
| Lage                      | Objekt                              | Beschreibung                                                 | Akten-Nr.     | Bild           |
| ------------------------- | ----------------------------------- | ------------------------------------------------------------ | ------------- | -------------- |
| Das Grafenbuch (Standort) | Steinkreuz, sogenanntes Märzenkreuz | Lateinisches Tatzenkreuz, Dolomit, wohl spätmittelalterlich. | D-3-73-140-38 | weitere Bilder |

### Hansmühle
| Lage                      | Objekt               | Beschreibung                                                                              | Akten-Nr.     | Bild                 |
| ------------------------- | -------------------- | ----------------------------------------------------------------------------------------- | ------------- | -------------------- |
| Nähe Hansmühle (Standort) | Wegkapelle St. Maria | Giebelständiger Satteldachbau mit stichbogigem Eingang, 18. Jahrhundert; mit Ausstattung. | D-3-73-140-39 | Wegkapelle St. Maria |

### Inzenhof
| Lage                                                        | Objekt                             | Beschreibung                                                                                            | Akten-Nr.     | Bild                           |
| ----------------------------------------------------------- | ---------------------------------- | --- | ------------- | ------------------------------ |
| Kreuzäcker (Standort)                                       | Steinkreuz, sogenannter Kreuzstein | Mächtiges lateinisches Kreuz mit kurzen Armen, teilweise verstümmelt, Dolomit, wohl 16./17. Jahrhundert | D-3-73-140-42 | weitere Bilder                 |
| Kreuzäcker, etwa 500 Meter nördlich von Inzenhof (Standort) | Steinkreuz                         | Wohl spätmittelalterlich. Offensichtlich identisch mit Objekt D-3-73-140-42.                            | D-3-71-116-26 | BW                             |
| Ziegelberg (Standort)                                       | Kapelle heilige Dreifaltigkeit     | Satteldachbau mit stichbogigem Eingang, 1869; mit Ausstattung.                                          | D-3-73-140-41 | Kapelle heilige Dreifaltigkeit |

### Mantlach
| Lage                  | Objekt        | Beschreibung                        | Akten-Nr.     | Bild |
| --------------------- | ------------- | ----------------------------------- | ------------- | ---- |
| Mantlach 4 (Standort) | Marienkapelle | Traufständiger Satteldachbau, 1921. | D-3-73-140-43 | BW   |

### Mettenhofen
| Lage                      | Objekt     | Beschreibung                                                                      | Akten-Nr.     | Bild           |
| ------------------------- | ---------- | --------------------------------------------------------------------------------- | ------------- | -------------- |
| In Mettenhofen (Standort) | Steinkreuz | Griechische Form, rechter Arm verstümmelt, Muschelkalk, wohl spätmittelalterlich. | D-3-73-140-34 | weitere Bilder |

### Mittersberg
| Lage                                            | Objekt                                                       | Beschreibung                                                                    | Akten-Nr.     | Bild |
| ----------------------------------------------- | ------------------------------------------------------------ | ------------------------------------------------------------------------------- | ------------- | ---- |
| In Mittersberg (Standort)                       | Historische Ausstattung der ehemaligen Dorfkapelle Mariahilf | Erste Hälfte 19. Jahrhundert; in der neuen Marienkapelle.                       | D-3-73-140-45 | BW   |
| Von Trautmannshofen nach Mittersberg (Standort) | Steinkreuz                                                   | Griechische Form mit beschädigtem Arm und Armstützen, wohl spätmittelalterlich. | D-3-73-140-72 | BW   |

### Muttenshofen
| Lage                       | Objekt             | Beschreibung | Akten-Nr.     | Bild               |
| -------------------------- | ------------------ | --- | ------------- | ------------------ |
| Muttenshofen 7 (Standort)  | Zugehöriger Stadel | Traufständiger Fachwerkbau mit Steildach und verbretterter Westseite, 1911.                                            | D-3-73-140-63 | Zugehöriger Stadel |
| In Muttenshofen (Standort) | Marienkapelle      | Traufständiger und polygonal schließender Satteldachbau mit Glockendachreiter, Mitte 18. Jahrhundert; mit Ausstattung. | D-3-73-140-46 | Marienkapelle      |

### Nattershofen
| Lage                       | Objekt                                        | Beschreibung | Akten-Nr.     | Bild                 |
| -------------------------- | --------------------------------------------- | --- | ------------- | -------------------- |
| Dietrichstein (Standort)   | Waldkapelle Maria Hilf                        | Giebelständiger Satteldachbau mit Vordach auf gefasten Holzpfeilern, 18./19. Jahrhundert; mit Ausstattung.                                                                                         | D-3-73-140-36 | BW                   |
| Nattershofen 5 (Standort)  | Ehemaliges Wirtshaus                          | Zweigeschossiger und giebelständiger Satteldachbau mit Putzgliederungen, und Nischenfigur der Gottesmutter mit Kind, um 1900. Nicht nachqualifiziert, im Bayerischen Denkmal-Atlas nicht kartiert. | D-3-73-140-47 | Ehemaliges Wirtshaus |
| Nattershofen 11 (Standort) | Nischenfigur heiliger Sebastian im Nordgiebel | Anfang 19. Jahrhundert. | D-3-73-140-48 | BW                   |

### Niesaß
| Lage                 | Objekt                | Beschreibung                                                  | Akten-Nr.     | Bild |
| -------------------- | --------------------- | ------------------------------------------------------------- | ------------- | ---- |
| In Niesaß (Standort) | Dorfkapelle St. Maria | Giebelständiger Satteldachbau mit stichbogiger Öffnung, 1893. | D-3-73-140-49 | BW   |

### Pettenhofen
| Lage                     | Objekt                         | Beschreibung | Akten-Nr.     | Bild |
| ------------------------ | ------------------------------ | --- | ------------- | ---- |
| Pettenhofen 1 (Standort) | Wohnhaus, ehemaliges Forsthaus | Eingeschossiger, gestelzter Satteldachbau mit Fachwerkgiebel und -kniestock, 1906; Waschhaus mit Holzlege, eingeschossiger Walmdachbau, 1906. | D-3-73-140-68 | BW   |

### Reitelshofen
| Lage                       | Objekt                     | Beschreibung | Akten-Nr.     | Bild                       |
| -------------------------- | -------------------------- | --- | ------------- | -------------------------- |
| Reitelshofen 15 (Standort) | Wohnhaus, ehemalige Schule | Eingeschossiger und traufständiger Satteldachbau mit profiliertem Traufgesims und großen Sprossenfenstern, 1861. | D-3-73-140-62 | Wohnhaus, ehemalige Schule |

### Schlögelsmühle
| Lage                         | Objekt                | Beschreibung                                          | Akten-Nr.     | Bild |
| ---------------------------- | --------------------- | ----------------------------------------------------- | ------------- | ---- |
| In Schlögelsmühle (Standort) | Dorfkapelle St. Maria | Traufständiger Satteldachbau, Anfang 19. Jahrhundert. | D-3-73-140-50 | BW   |

### Thürsnacht
| Lage                    | Objekt                                 | Beschreibung                                                                      | Akten-Nr.     | Bild |
| ----------------------- | -------------------------------------- | --------------------------------------------------------------------------------- | ------------- | ---- |
| Thürsnacht 6 (Standort) | Steinkreuz in Form eines Tatzenkreuzes | Dolomit, spätmittelalterlich, wohl aufgrund eines Sühnevertrages um 1437 gesetzt. | D-3-73-140-51 | BW   |

### Traunfeld
| Lage                      | Objekt                                                          | Beschreibung | Akten-Nr.     | Bild                                                            |
| ------------------------- | --------------------------------------------------------------- | --- | ------------- | --------------------------------------------------------------- |
| Hauptstraße 8 (Standort)  | Steinrelief der Marienkrönung über dem Eingang des Bauernhauses | Mitte 18. Jahrhundert. | D-3-73-140-53 | Steinrelief der Marienkrönung über dem Eingang des Bauernhauses |
| Hauptstraße 17 (Standort) | Ehemaliges Bauernhaus                                           | Satteldachbau, Mitte 18. Jahrhundert, mit Eckpilaster in Kratzputz und Steinchenputz wohl um 1900, Rundbogeneingang. | D-3-73-140-55 | BW                                                              |
| Kirchplatz 1 (Standort)   | Ehemaliger Pfarrhof                                             | Pfarrhaus, stattlicher zweigeschossiger Walmdachbau mit barocker Putzgliederung, verputztes Fachwerkobergeschoss größtenteils massiv ersetzt, von Hans Vogl, 1719; Stadel, giebelständiger Fachwerkbau mit Steildachbau und einseitigem Krüppelwalm, Fachwerk teilweise massiv ersetzt, 1728. | D-3-73-140-56 | weitere Bilder                                                  |
| Kirchplatz 2 (Standort)   | Katholische Pfarrkirche St. Willibald                           | Saalbau mit Chorturm, Walmdach und Spitzhelm, frühgotisch, um 1670 umgestaltet; mit Ausstattung; Friedhofsmauer mit Torbau, im Kern mittelalterlich. | D-3-73-140-57 | weitere Bilder                                                  |
| In Traunfeld (Standort)   | Lourdeskapelle                                                  | Giebelständiger Satteldachbau, 1894. | D-3-73-140-58 | BW                                                              |

### Trautmannshofen
| Lage                             | Objekt                                                  | Beschreibung | Akten-Nr.     | Bild           |
| -------------------------------- | ------------------------------------------------------- | --- | ------------- | -------------- |
| Dientzenhoferstraße 1 (Standort) | Katholische Expositur- und Wallfahrtskirche Mariä Namen | Wandpfeilerkirche mit Chorturm, 1655–66 unter Einbeziehung des gotischen Turmes errichtet, Umbau unter Georg und Wolfgang Dientzenhofer 1686–89, Stuckierung und Freskierung um 1760; mit Ausstattung; ehemalige Friedhofsbefestigung, mächtige Mauer mit zwei Toren, wohl 16. Jahrhundert, das südwestliche mit barocker Pilastergliederung des 18. Jahrhunderts. | D-3-73-140-67 | weitere Bilder |

### Wilfertshofen
| Lage                       | Objekt                                 | Beschreibung | Akten-Nr.     | Bild                     |
| -------------------------- | -------------------------------------- | --- | ------------- | ------------------------ |
| Keilbühl (Standort)        | Steinkreuz, sogenannter Sichelstein    | Lateinische Form mit verstümmeltem rechtem Arm, Dolomit, wohl spätmittelalterlich.                                              | D-3-73-140-61 | weitere Bilder           |
| Wilfertshofen 9 (Standort) | Hofkapelle Mariä Krönung               | Satteldachbau mit Vordach auf gefasten Pfeilern, Fachwerkgiebel und verschindeltem Glockendachreiter, um 1900; mit Ausstattung. | D-3-73-140-60 | Hofkapelle Mariä Krönung |
| Wilfertshofen 9 (Standort) | Steinkreuz, sogenanntes Franzosenkreuz | Lateinische Form, stark beschädigt, Dolomit, wohl spätmittelalterlich.                                                          | D-3-73-140-71 | BW                       |

## Ehemalige Baudenkmäler
In diesem Abschnitt sind Objekte aufgeführt, die früher einmal in der Denkmalliste eingetragen waren, jetzt aber nicht mehr. Objekte, die in anderem Zusammenhang also z. B. als Teil eines Baudenkmals weiter eingetragen sind, sollen hier nicht aufgeführt werden. Aktennummern in diesem Abschnitt sind ehemalige, jetzt nicht mehr gültige Aktennummern.

| Lage                                    | Objekt                                               | Beschreibung                                                       | Akten-Nr.     | Bild                 |
| --------------------------------------- | ---------------------------------------------------- | ------------------------------------------------------------------ | ------------- | -------------------- |
| Lauterhofen Am Weg nach Matzenhofen ()  | Steinkreuz                                           | Wohl spätmittelalterlich.                                          | D-3-73-140-15 |                      |
| Brenzenwang (Standort)                  | Wegkapelle St. Maria                                 | Ende 19. Jahrhundert; mit Ausstattung.                             | D-3-73-140-19 | Wegkapelle St. Maria |
| Brunn In Richtung Poppberg ()           | Steinkreuz                                           | Spätmittelalterlich.                                               | D-3-73-140-21 |                      |
| Deinschwang Haus Nummer 23 (Standort)   | Wohnstallhaus                                        | 18. Jahrhundert, mit Fachwerkgiebel.                               | D-3-73-140-30 | BW                   |
| Hansmühle Hansmühle 1 (Standort)        | Heiliger Florian und Kruzifixus mit Schmerzensmutter | 18. Jahrhundert; im Haus.                                          | D-3-73-140-40 | BW                   |
| Mantlach Mantlach 3 (Standort)          | Bauernhaus                                           | Wohnstallbau mit verkleidetem Fachwerkgiebel, 18./19. Jahrhundert. | D-3-73-140-44 | BW                   |
| Trautmannshofen Am Hartenhofener Weg () | Bildstock                                            |                                                                    | D-3-73-140-59 |                      |